# Карпук, Василий Васильевич
Василий Васильевич Карпук — доктор биологических наук, профессор кафедры ботаники биологического факультета БГУ.

## Биография
Выпускник кафедры ботаники БГУ 1977 г.
До 2001 года научный сотрудник лаборатории физиологии больного растения Института экспериментальной ботаники им. В. Ф. Купревича НАНБ. После аспирантуры Гл. бот. сада АН СССР (Москва, 1986 г.) защитил диссертацию к.б.н. «Цитофизиологические особенности взаимоотношений растения-хозяина и патогенна при поражении ржи и пшеницы стеблевой ржавчиной».
2000 г. защитил диссертацию д.б.н. «Структурная организация патогенеза злаков, вызываемого грибной инфекцией».
С 2001 по 2006 гг. — доцент кафедры фармации БГУ.

## Научная деятельность

### Области научных интересов
- Иммунитет как биологический феномен и особенности его у растений.
- Биологически активные вещества растений, водорослей и грибов и возможности их применения.
- Грибы и грибоподобные организмы: структурные и функциональные адаптации к паразитизму и симбиозу с растениям.

Василий Васильевич Карпук читает студентам курс «Фармакогнозия».
Проводит лабораторные и практические занятия по курсу «Фармакогнозия» (для ст.2 курса дн. и заочн. отделений) и летнюю зоолого-ботаническую практику (высшие растения; водоросли, грибы, лишайники) — для студентов 1 курса.
Входил в состав программных комитетов нескольких международных конференций.

## Основные публикации

### учебно-методические
1. Телюк Н. А., Карпук В. В. Ткани высших растений: Учебное пособие для студентов химического факультета специальности 1-31 05 01-03 «Химия (фармацевтическая деятельность)» по курсу «Основы ботаники». — Мн.: Издат. центр БГУ, 2005. — 38 с.
2. Сенчило В. И., Костюченко О. И., Карпук В. В. Фармакогнозия: Практикум для студентов химического факультета специальности 1-31 05 01 03 «Химия (Фармацевтическая деятельность)». — Мн.: Издательский центр БГУ, 2005. — 83 с.
3. Карпук В. В. Фармакогнозия: Учеб. пособие. — Минск: БГУ, 2011. — 340 с.
4. Карпук В. В., Сидорова С. Г. Растениеводство: Учеб. пособие. — Мн.: БГУ. 2011. — 352 с.
5. Карпук В. В., Поликсенова В. Д., Шевелева О. А. Фармакогнозия: Метод. указания к лабор. занятиям студентов II к. дневного отделения и III к. заочного отделения специальностей 1-31 01 01 «биология» (направлений 1-31 01 01-01 «научно-производственная деятельность» и 1-31 01 01-03 «биотехнология»), 1-31 01 02 «биохимия» и 1-31 01 03 «микробиология». — Мн.: БГУ, 2013. — 42 с.

### научные публикации
- Карпук В. В., Плотникова Ю. М., Андреев Л. Н. Локализация липидов и липаз в клетках гриба Puccinia graminis Pers. в эктофитной стадии //Микология и фитопатология. 1986. Т. 20, вып. 2. С. 94-98.
- Карпук В. В., Плотникова Ю. М., Андреев Л. Н. Цитологическое исследование эктофитной стадии развития Puccinia graminis f. sp. secalis и P. graminis f. sp. tritici // Облигатный паразитизм: цитофизиологические аспекты. — М.: Наука, 1991, с. 83-92.
- Сярова З. Я., Карпук В. В. Структурна-функцыянальныя асаблівасцi узаемадзеяння арганизмаў у фітапатасістэме // Весцi Акадэмii навук БССР. Сер. біялагічных навук. 1991. № 4. С. 70-75.
- Карпук В. В. Экзо- и эндоцитоз в развитии структурно-функциональных взаимоотношений между растением и грибным патогенном // Физиология растений. 1996. V. 43, № 5. С. 753—764.
- Серова З. Я., Гесь Д. К., Карпук В. В., Афанасенко О. С. Развитие систем патогенности у разных по типу паразитизма грибов //Проблемы экспер. бот.: К 100-летию со дня рожд. В. Ф. Купревича. — Мн.: Бел. навука, 1997, с. 185—199.
- Серова З. Я., Карпук В. В. Структурные взаимодействия в фитопатосистемах // Проблемы экспер. бот.: К 100-летию со дня рожд. В. Ф. Купревича. — Мн.: Бел. навука, 1997, с. 245—267.
- Карпук В. В. Структурные механизмы сопряжённости организмов в развитии фитопатосистем. // Весцi Нац. акадэмii н. Беларусi, сер. біял. навук. — 2000, № 4. С. 105—113.
- Карпук В. В. Роль апопласта и вакуолярно-лизосомальной системы тканей листа в патогенезе злаков, вызванном грибами // Весцi Нац. акадэмii навук Беларусi, сер. біял. навук. — 2000, № 4. С. 114—123.
- Карпук В. В. Механизмы структурной интеграции растения и гриба при формировании патосистемы // Цитология. 2001. Т. 43, № 9. С. 862—864.
- Карпук В. В. Роль лизосомально-вакуолярных систем клеток ржавчинного гриба и растения в фитопатогенезе // Ботаника: исследования. Вып. 33. — Мн.: Право и экономика. 2005. С. 276—286.
- Серова З. Я., Карпук В. В., Гесь Д. К. Характер взаимоотношений авто- и гетеротрофных организмов при формировании фитопатосистем и механизмы их регулирования // Ботаника: исследования. Вып. 33. — Мн.: Право и экономика, 2005. С. 287—305.
- Поликсенова В. Д., Джус М. А., Храмцов А. К., Сауткина Т. А., Тихомиров В. Н., Черник В. В., Карпук В. В., Лемеза Н. А., Сидорова С. Г., Федорович М. Н., Стадниченко М. А., Савицкая К. Л. Чужеродные растения и фитопатогенные микромицеты в Беларуси: реальная и потенциальная опасность// Вестн. Белорус. гос. ун-та. Сер. 2. Хим., биол., геогр. 2016. № 3. — С. 60-67.
- Карпук В.В. Структурные основы системы иммунитета злаков. / А.П.Волынец, В.П.Шуканов, В.В.Карпук [и др.]. Физиология патогенеза и болезнеустойчивости растений Мн.: Бел. навука,2016. – 252 с. [100-155].
- Карпук В.В. Чужеродные растения и фитопатогенные микромицеты в Беларуси: реальная и потенциальная опасность. / Поликсенова В.Д., Джус М.А., Храмцов А.К. [и др.] // Вестник БГУ. Сер. 2. 2016. № 3. С. 60-67.